# Mariä Heimsuchung (Zittau)

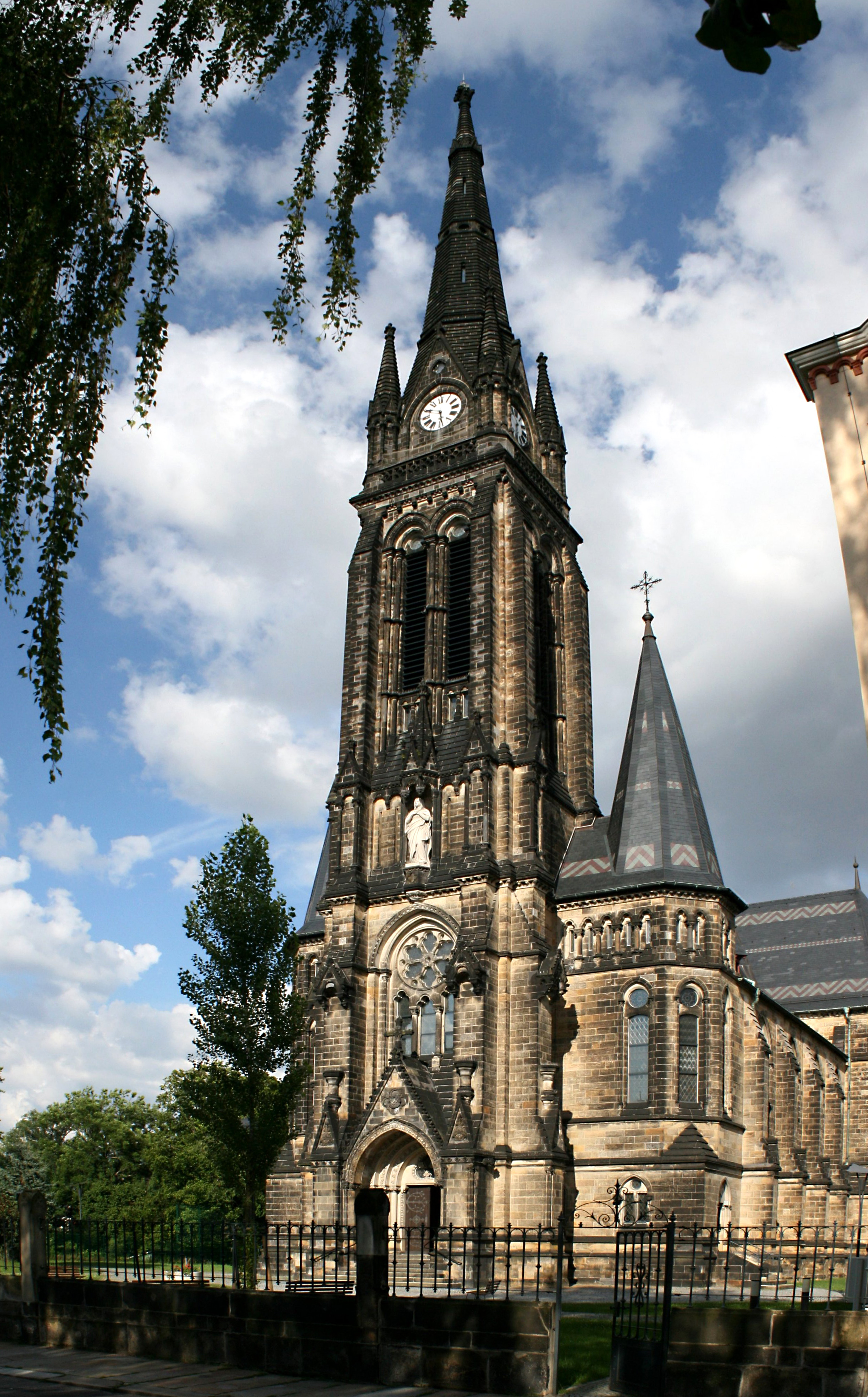
Pfarrkirche Mariä Heimsuchung in Zittau

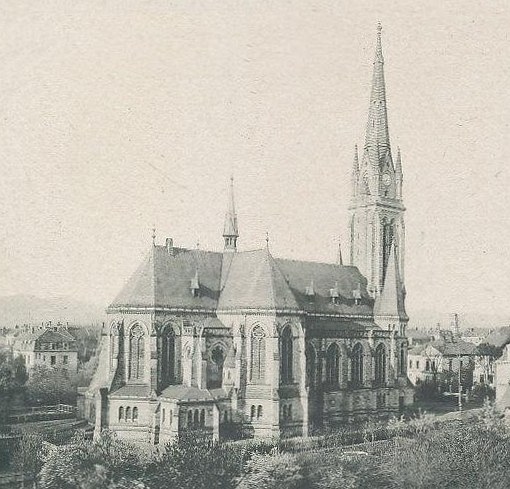
Ansicht von Nordosten (um 1910)

Mariä Heimsuchung ist eine römisch-katholische Pfarrkirche im sächsischen Zittau. Sie wurde von 1883 bis 1890 nach Plänen des Architekten Hermann Knothe-Seeck als neugotische Hallenkirche erbaut und wird auch vereinfacht Marienkirche genannt.

## Geschichte
Die Zuwanderung schlesischer und böhmischer Arbeiterfamilien ließ um die Mitte des 19. Jahrhunderts wieder katholisches Leben in Zittau entstehen. Die Pfarrei wurde 1873 errichtet. Zugunsten des Kirchbaus hob das Bautzener Stiftskapitel eine Kanonikerstelle auf. Die Grundsteinlegung erfolgte 1883, die Weihe am 29. September 1890.
Die Kirche überstand den Zweiten Weltkrieg unbeschädigt. Anfang der 1970er Jahre wurde der Innenraum nach den Vorgaben des Zweiten Vatikanischen Konzils umgestaltet. Eine mehrjährige aufwändige Sanierung wurde 2006 abgeschlossen.
Im Zuge eines Strukturprozesses wurde die Kirche zur Pfarrkirche der neu gegründeten Großpfarrei St. Marien Zittau erhoben. Diese gehört zum Dekanat Bautzen im Bistum Dresden-Meißen.

## Architektur
Die Zittauer Marienkirche ist eine reich gegliederte neugotische Hallenkirche mit Querhaus. Die Seitenschiffe sind gegenüber dem Mittelschiff etwas niedriger, was auch am Satteldach erkennbar ist. Chor und Querhausarme schließen polygonal. Die Apsis umgibt ein Chorumgang. Über dem repräsentativen Hauptportal erhebt sich der 72 m hohe Glockenturm mit Spitzhelm und zwei halbhohen Flankentürmen. Den Innenraum überspannen Kreuzrippengewölbe. Die Kirche hat rund 360 Sitzplätze.

## Ausstattung
Die originalen Buntglasfenster mit Szenen aus dem Evangelium sind zu großen Teilen erhalten.
Die Orgel wurde 2006 durch die Werkstatt Jehmlich Orgelbau Dresden nach dem Originalzustand vollständig erneuert. Sie verfügt über 26 Register auf zwei Manualen und Pedal.
Der prächtige Tabernakel im Hauptaltar ist ein Geschenk von Papst Leo XIII. und zeigt im Inneren eine goldene Monstranz, die von zwei Engeln angebetet wird.
Die Kanzel stammt von Robert Schulze. Der Kanzelkorb ruht auf schwarzen Marmor-Säulen und zeigt in Sandstein gearbeitete Reliefs mit den Symbolen der vier Evangelisten Matthäus, Markus, Lukas und Johannes.
An der Ostwand findet sich eine Marienfigur von Franz Schwarz, die einst den dazugehörigen Seitenaltar schmückte. Die Statue ist aus französischem Kalkstein gefertigt und wird durch eine vergoldete Krone gekrönt.
Der Madonnenfigur gegenüber befindet sich eine aus Lindenholz geschnitzte Herz-Jesu-Statue, die im 19. Jahrhundert in Tirol angefertigt wurde.
Am östlichen Ende des Nordschiffs befindet sich eine Statue des heiligen Josef, die ebenfalls aus Kalkstein und von Franz Schwarz angefertigt wurde.
An den Wänden finden sich 14 Kreuzwegstationen. Dabei handelt es sich um Hochreliefbilder im Nazarener-Stil aus Lindenholz, die farbig gefasst sind und die Geschichte vom Leiden und Sterben Jesu darstellen.
Im linken Seitenschiff ist an einer Wand eine Skulptur des heiligen Johannes Nepomuk angebracht, die in der 2. Hälfte des 18. Jahrhunderts entstand und zu Beginn dieses Jahrhunderts der Gemeinde überlassen wurde.

## Glocken
Im Jahr 1975 wurden von Apoldas letztem Glockengießermeister Peter Schilling und dessen Frau Margarete Schilling drei Bronze-Kirchenglocken entworfen, gegossen und geliefert. Die Glocken haben die Schlagtöne c1, es1, f1 und ein Gewicht von 6.022 Kilogramm. Das Geläut wurde 1976 geweiht.